# Poręby (Mrągowo)
Poręby [pɔˈrɛmbɨ] (deutsch Poremben) ist ein kleiner Ort in der polnischen Woiwodschaft Ermland-Masuren. Er gehört zur Gmina Mrągowo (Landgemeinde Sensburg) im Powiat Mrągowski (Kreis Sensburg).

## Geographische Lage
Poręby liegt am Südufer des Dobrinck-Sees (1938 bis 1945 Frühlingssee, polnisch Jezioro Dobrynek) in der südlichen Mitte der Woiwodschaft Ermland-Masuren, vier Kilometer südöstlich der Kreisstadt Mrągowo (deutsch Sensburg). Poręby ist nur über einen Landweg von Miejski Las aus zu erreichen.

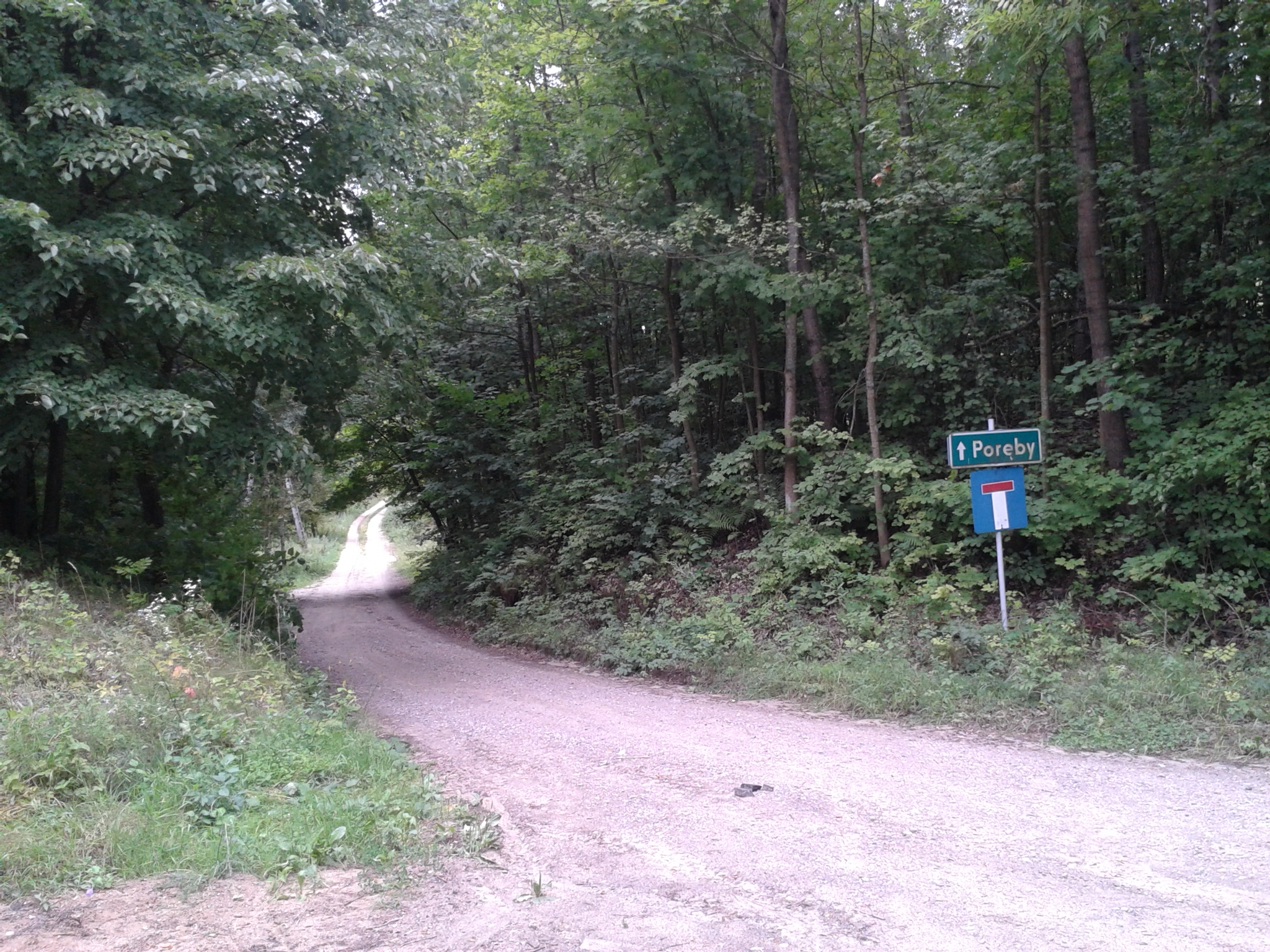
Einfahrt zum Landweg nach Poręby

## Geschichte
Das einstige Poremben (zwischenzeitlich auch: Poremba) und die heutige Kolonie Poręby bestand ursprünglich aus zwei großen Höfen und war bis 1945 ein Wohnplatz im Stadtbezirk Sensburg im Kreis Sensburg der preußischen Provinz Ostpreußen. 1785 wurde der Ort als ein köllmisches Kämmereidorf der Stadt Sensburg mit fünf Feuerstellen erwähnt. Im Jahre 1867 wurden hier 82, 1885 noch 65 und 1905 nur noch 41 Einwohner gezählt. 1945 kam Poremben in Kriegsfolge mit dem gesamten südlichen Ostpreußen zu Polen und trägt seitdem die polnische Namensform „Poręby“. Heute ist es eine Ortschaft innerhalb der Gmina Mrągowo im Powiat Mrągowski, bis 1998 der Woiwodschaft Olsztyn (Allenstein), seither der Woiwodschaft Ermland-Masuren zugehörig.

## Kirche
Bis 1945 war Poremben in die evangelische Pfarrkirche Sensburg in der Kirchenprovinz Ostpreußen der Kirche der Altpreußischen Union bzw. in die römisch-katholische Kirche St. Adalbert Sensburg im Bistum Ermland eingepfarrt. Der Bezug zu beiden Kirchen besteht auch heute noch.